# Aguirre (Uruguai)
Aguirre és una entitat de població de l'Uruguai, ubicada al nord del departament de Cerro Largo, sobre el límit amb Tacuarembó. Es troba a 97 metres sobre el nivell del mar. Té una població aproximada de 100 habitants.